# Liste der Kulturdenkmale in Pfaffengrund

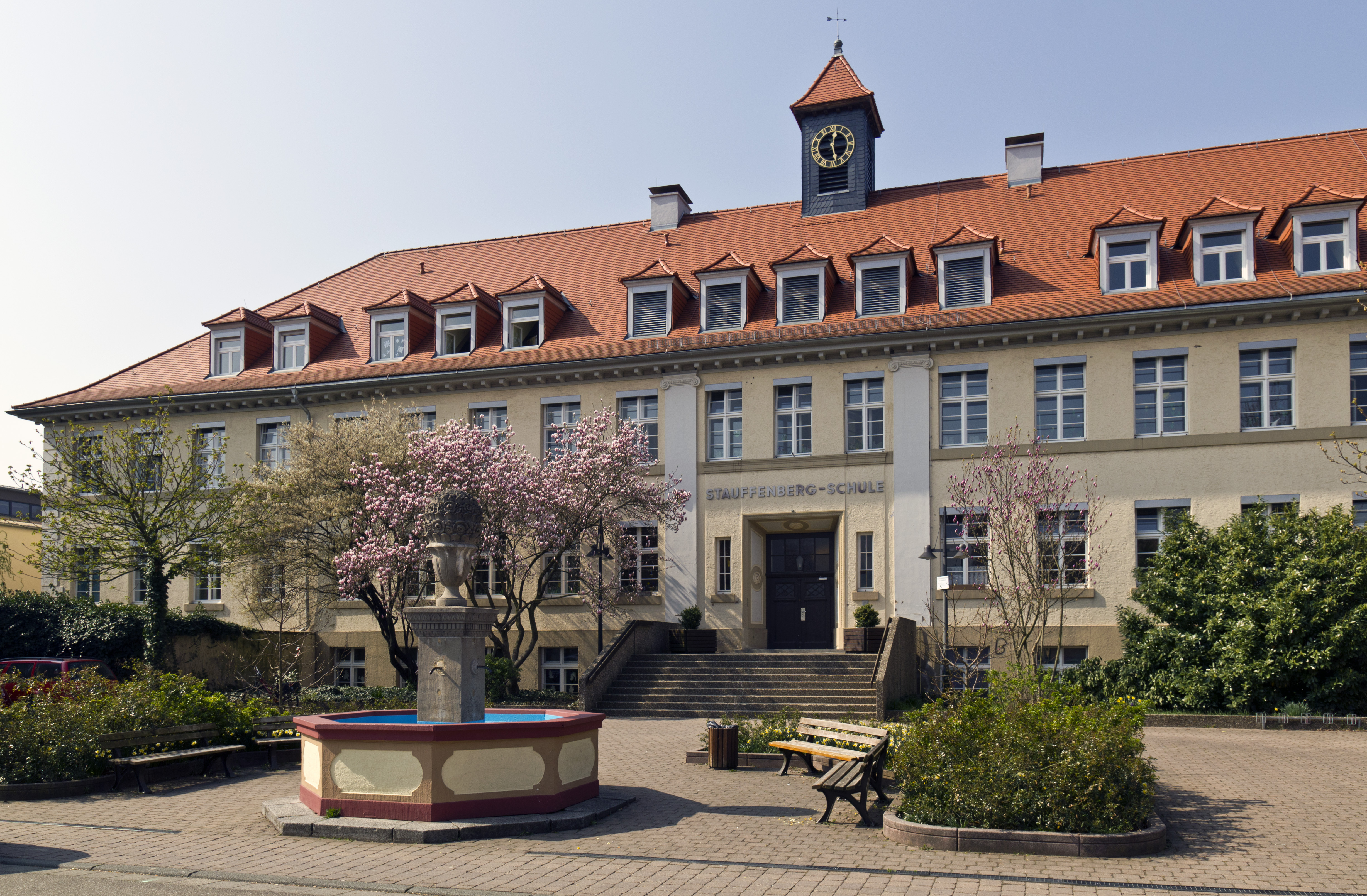
Stauffenberg-Schule in Pfaffengrund

In der Liste der Kulturdenkmale in Pfaffengrund sind alle unbeweglichen Bau- und Kunstdenkmale des Heidelberger Stadtteils Pfaffengrund aufgelistet, die in der Denkmaltopographie Stadtkreis Heidelberg. (= Teilband 1 und 2 der Denkmaltopographie Bundesrepublik Deutschland, Kulturdenkmale in Baden-Württemberg Band II.5.1, herausgegeben von Melanie Mertens. Jan Thorbecke Verlag 2013) verzeichnet sind. In der Stadt Heidelberg befinden sich rund 2900 denkmalgeschützte Gebäude.
Sie ist auf dem Stand von 2012/13 und verzeichnet sind die nachfolgenden unbeweglichen Bau- und Kunstdenkmäler.
Diese Liste ist nicht rechtsverbindlich. Eine rechtsverbindliche Auskunft ist lediglich auf Anfrage bei der Unteren Denkmalschutzbehörde der Stadt Heidelberg erhältlich.

## Allgemein
- Bild: Zeigt ein ausgewähltes Bild aus Commons, „Weitere Bilder“ verweist auf die Bilder im Medienarchiv Wikimedia Commons.
- Bezeichnung: Nennt den Namen, die Bezeichnung oder die Art des Kulturdenkmals.
- Lage: Straßenname und Hausnummer oder Flurstücknummer des Kulturdenkmals, gegebenenfalls auch den Ortsteil. Die Grundsortierung der Liste erfolgt nach dieser Adresse. Der Link (Karte) führt zu verschiedenen Kartendiensten mit der Position des Kulturdenkmals. Fehlt dieser Link, wurden die Koordinaten noch nicht eingetragen. Sind diese bekannt, können sie über ein Tool mit einer Kartenansicht einfach nachgetragen werden. In dieser Kartenansicht sind Kulturdenkmale ohne Koordinaten mit einem roten bzw. orangen Marker dargestellt und können durch Verschieben auf die richtige Position in der Karte mit Koordinaten versehen werden. Kulturdenkmale ohne Bild sind an einem blauen bzw. roten Marker erkennbar.
- Datierung: Baubeginn, Fertigstellung, Datum der Erstnennung oder grobe zeitliche Einordnung entsprechend des Eintrags in der zuständigen Denkmaldatenbank (Landesamt für Denkmalpflege Baden-Württemberg).
- Beschreibung: Kurzcharakteristik des Kulturdenkmals.

## Pfaffengrund– Gartenstadt-Siedlung wird zum neuen Stadtteil
Ausgehend von der Gartenstadt- und Heimstättenbewegung, dem Beginn des sozialen Wohnungsbaus in Deutschland – und vor dem Hintergrund der allgemeinen Wohnungsnot nach dem Ersten Weltkrieg – ist mit der Siedlung Pfaffengrund erstmals in Heidelberg ein neuer Weg beschritten worden. Sie ist das erste genossenschaftliche Bauprojekt in Heidelberg, verwirklicht von der Baugenossenschaft „Gartenstadt“, die sich in Gemeinnützige Baugenossenschaft für Volks- und Kriegerheimstätten umbenannte. Der Plan orientierte sich an Dresden-Hellerau und Karlsruhe-Rüppurr. Der Pfaffengrund ist die erste planmäßig angelegte, großflächige Stadterweiterung und somit einer der jüngsten Stadtteile Heidelbergs.

## Kulturdenkmale in Pfaffengrund
| Bild           | Bezeichnung                                                                          | Lage | Datierung                     | Beschreibung | ID |
| -------------- | ------------------------------------------------------------------------------------ | --- | ----------------------------- | --- | -- |
|                | Siedlung Pfaffengrund                                                                | zugehörige Adressen Am Markt 1-22 An der Bahn 2, 4, 14, 16 Drosselweg 1–15, 17, 19, 21, 23 Eppelheimer Landstraße 71, 79, 81, 83, 85 Finkenweg 2, 4, 6, 8, 9–16, 18, 20, 22, 24 Kuckucksweg 1–24, 26 Marktstraße 1–42, 44, 46, 48 Meisenweg 1–4 Obere Rödt 1–4, 6, 8, 10, 12, 14, 15, 16, 18, 20–29, 31 Pfaffengrunder Platte 1–12 Pfaffengrundstraße 1–36, 36a, 37, 38, 38a, 39–44, 44a, 45, 46, 46a, 47–60, 62–74 (gerade), 75, 76, 77, 79–111 (ungerade) Reiherstraße 1–22 Richard-Drach-Straße 4–14 (gerade) Schräger Weg 2–22 (gerade) Schützenstraße 2, 4, 14–32 (gerade) Schulplatz 1–9, 11–19 (ungerade) Spatzenweg 1–14 Starenweg 1–12, 14–28 (gerade) Storchenweg 1–23 (ungerade) Untere Rödt 1–11, 13 Zeisigweg 1, 2 | 1919–1928, 1932/33, 1934–1936 | 1919 als halbländliche Stadtrandsiedlung durch die Gemeinnützige Baugenossenschaft für Volks- und Kriegerheimstätten nach dem Bebauungsplan von Ludwig Schmieder begonnen und in sechs Bauabschnitten bis 1928 in der Ausdehnung Möwenweg, Eppelheimer Landstraße, An der Bahn und Schützenstraße ausgeführt. 1932/33 und 1934–1936 als Stadtrandsiedlung mit verändertem Konzept fortgeführt. Die Siedlung Pfaffengrund dokumentiert als erste Siedlung Heidelbergs, wie sich auch in dieser Stadt die neuen gesellschaftlichen und architektonischen Anforderungen im Siedlungs- und Wohnungsbau des frühen 20. Jahrhunderts durchgesetzt haben Geschützt nach § 2 DSchG |    |
|                | Bahnwärterhäuschen, heute Vereinshaus der Pfaffengrunder Karnevalsgesellschaft e. V. | Diebsweg 22 (Karte) | nach 1873                     | Von Friedrich Eisenkehr 1844 entworfen, Gewände und Sockel aus rotem Sandstein heben sich vom Putz im Parterre gut ab, das Obergeschoss ist holzverkleidet und weist Zierleisten auf. Ein charakteristisches Wohn- und Betriebsgebäude eines niederrangigen Bahnbeamten, ein frühes Zeugnis der zu diesem Streckenabschnitt gehörenden Funktionsgebäude. Geschützt nach § 2 DSchG |    |
| Weitere Bilder | Evangelische Auferstehungskirche (auch Emmaus-Kirche genannt?)                       | Obere Rödt 11 (Karte) | 1949/50                       | Nach dem Entwurf von Hermann Hampe von 1938. Eine verputzte Backsteinbasilika in strengen sachlichen Formen. Seitlicher Chorturm mit 5 Glocken. Geschützt nach § 2 DSchG |    |
|                | Heim der Hitlerjugend, heute Kindertagesstätte                                       | Obere Rödt 33 (Karte) | 1935, Sanierung 2007          | Zweigeschossiger Putzbau von A. Scholl. Geschützt nach § 2 DSchG |    |
|                | Evangelisches Gemeindehaus                                                           | Pfaffengrundstraße 70 (Karte) | 1924/25                       | Blockhafter Putzbau von Architekt Döring; mit überhöhtem Mittelrisalit und Glockendachreiter in barockklassizistischen Formen. Geschützt nach § 2 DSchG | BW |
|                | Wohnhäuser, Schule, heute Stauffenbergschule                                         | Schulplatz 1–7, 9–19 (ungerade) (Karte) | 1924–1926                     | Der elfachsige Kernbau der Schule wurde 1938/39 um vier Achsen nach Süden erweitert; und 1957 nach Norden das Pendant dazugebaut. Die Wohnhäuser Nr. 2 und 6 waren Lehrerhäuser. Sie haben ein kräftiges Gurtgesims, die übrigen Häuser des Platzes sind ebenfalls kräftig architektonisch akzentuiert. 1994 wurde der Platz saniert, er ist einer der wenigen, der dem Plan von Schmieder entspricht. Geschützt nach § 2 DSchG |    |
| Weitere Bilder | Katholische Pfarrkirche St. Marien                                                   | Schützenstraße 19 (Karte) | 1938/39                       | Nach Plänen von Anton Ohnmacht als erster massiver Kirchenbau im Pfaffengrund gebaut, erst 1947 geweiht. Schlichter verputzter Hallenbau mit rechteckigem Grundriss und seitlich angefügtem Turm; Klarheit und Strenge der Proportionen überzeugen auch noch heute. Geschützt nach § 2 DSchG |    |
|                | Wächterhäuschen                                                                      | Schützenstraße 21 (Karte) | 1752                          | Barockes Schildwachhaus von 1752, wohl von Wilhelm Rabaliatti entworfen. 1856 gelangte es in den Pfaffengrund als Unterstand für Feldschützen. 1989 saniert und neu aufgestellt. Geschützt nach § 2 DSchG |    |
|                | Wohnhaus                                                                             | Schwalbenweg 29 (Karte) | 1937                          | Hermann Hampe entwarf es für Hauptlehrer Wöhrle. Ein einigermaßen vollständig erhaltenes Privathaus aus der mittleren Siedlungsphase des Pfaffengrundes vor dem Zweiten Weltkrieg. Geschützt nach § 2 DSchG | BW |